# Axel Hacke

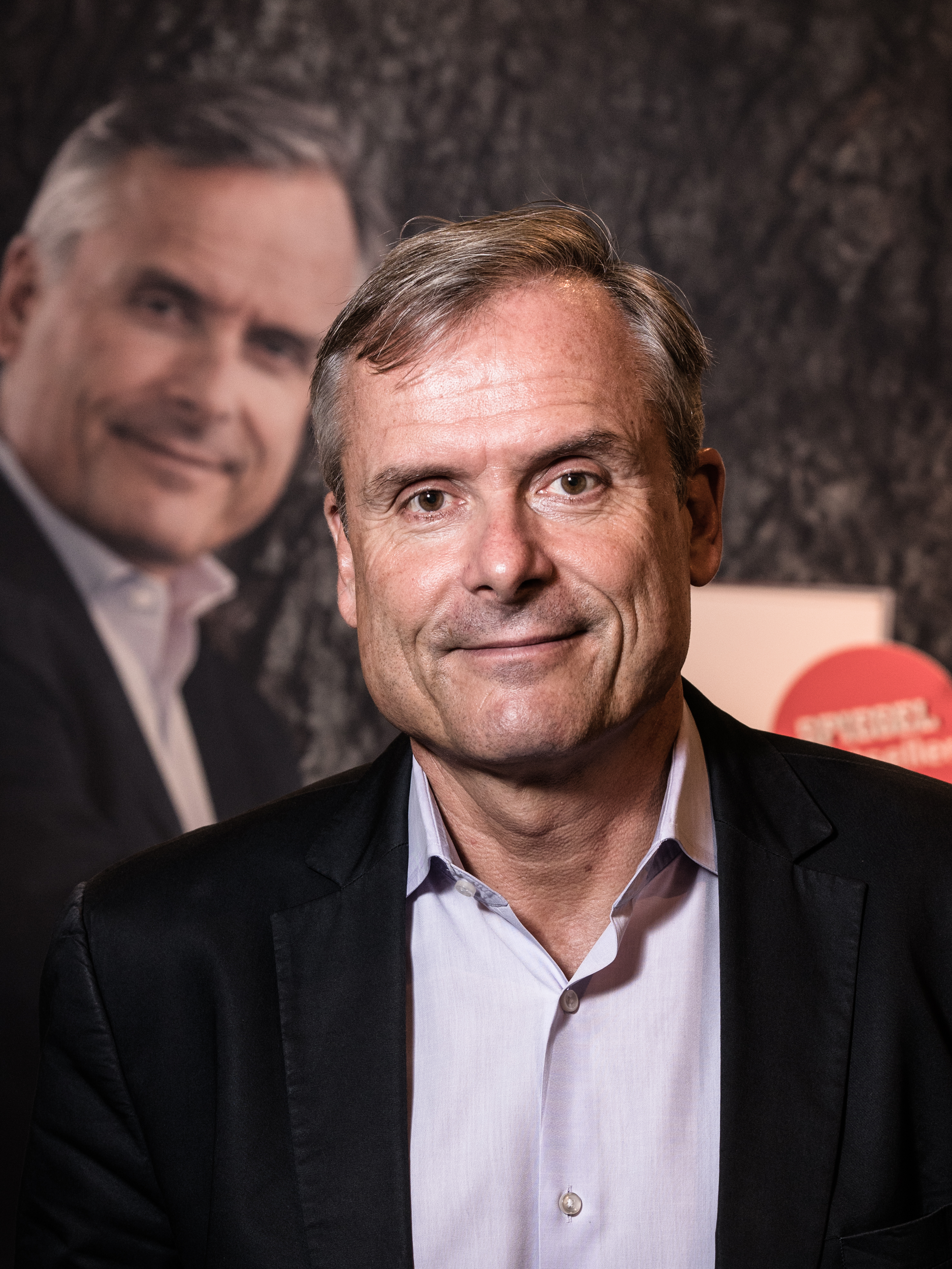
Axel Hacke zur Frankfurter Buchmesse 2017

Axel Hacke (* 20. Januar 1956 in Braunschweig) ist ein deutscher Journalist und Schriftsteller.

## Leben
Axel Hacke wuchs in seiner Geburtsstadt Braunschweig auf, wo er sich in seiner Jugend politisch bei den Jungdemokraten engagierte. Nach Abitur am Wilhelm-Gymnasium und Wehrdienst begann Hacke 1976 zunächst ein Studium in Göttingen, zog dann bald weiter nach München, wo er die Deutsche Journalistenschule besuchte und Politische Wissenschaften studierte.
Von 1981 bis 2000 arbeitete er als Redakteur bei der Süddeutschen Zeitung, zunächst vier Jahre als Sportreporter, danach als politischer Kommentator, vor allem aber als einer der Autoren des „Streiflichts“ auf der ersten Seite und als Autor vieler Reportagen auf der Seite drei des Blattes. Er schrieb Porträts (zum Beispiel über den Modeschöpfer Wolfgang Joop), berichtete über den politischen Alltag in Bonn und Berlin sowie über die Wendezeit in der DDR und den neuen Bundesländern und war Korrespondent bei Olympischen Spielen und Fußball-Weltmeisterschaften.
Seit 2000 ist Axel Hacke als Kolumnist und Schriftsteller freiberuflich tätig.
Hacke ist mit der Sängerin und Drehbuchautorin Ursula Mauder verheiratet. Er hat vier Kinder und lebt mit seiner Familie in München und dem Chiemgau.

## Werk
1991 erschien sein erstes Buch Nächte mit Bosch, ein Sammelband von Erzählungen, Reportagen und Glossen, in deren Titelgeschichte zum ersten Mal eine von Hackes berühmtesten Figuren auftritt, der sprechende Kühlschrank Bosch. Bereits 1990 veröffentlichte Hacke im SZ-Magazin der Süddeutschen Zeitung (das im selben Jahr gegründet worden war) seine erste Kolumne Der kleine Erziehungsberater, Geschichten aus dem Alltagsleben einer Familie mit drei kleinen Kindern. Die gesammelten Texte erschienen 1992 unter demselben Titel in Buchform, wurden seither mehr als eine Million Mal verkauft und standen zwei Jahre lang auf der SPIEGEL-Bestsellerliste. Nach diesem Vorbild sind seither ungezählte Bücher und Kolumnen zum Thema Erziehung erschienen. „Hacke hat für die aufgeschriebene Vaterschaft Ähnliches geleistet wie Wolfram Siebeck für die aufgeschriebene Feinschmeckerei“, schrieb der ZEIT-Kolumnist Harald Martenstein.

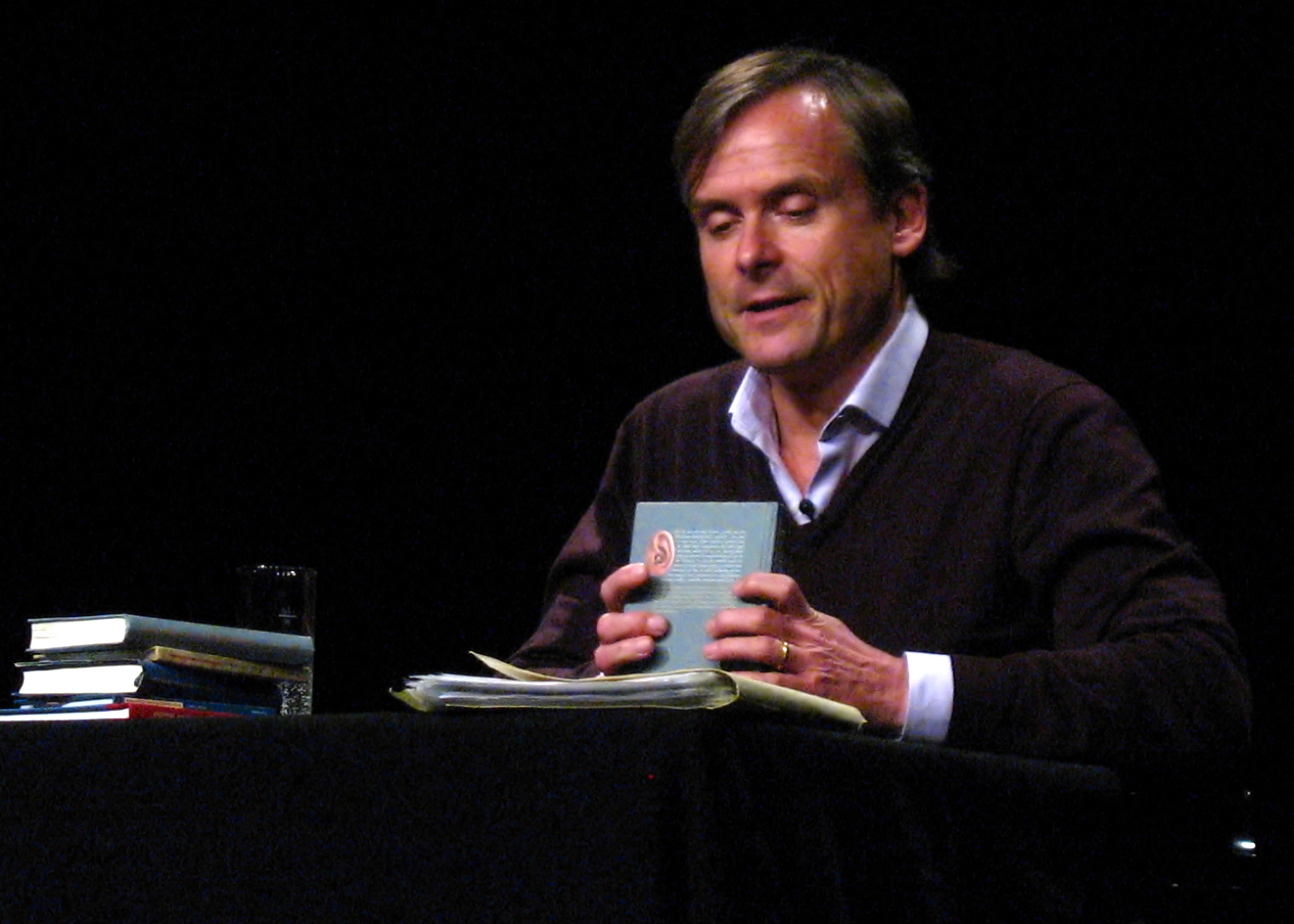
Lesung 2009
(Münchner Lustspielhaus)

Hacke hat seither zahlreiche Bücher sowohl für Kinder als auch für Erwachsene veröffentlicht, von denen viele der Berliner Maler Michael Sowa illustrierte. Gleichzeitig schrieb er in den Jahren 2001 bis 2007 unter dem Titel Und was mache ich jetzt in der Sonntagsausgabe des Berliner Tagesspiegels eine wöchentliche Kolumne sowie im Bayerischen Rundfunk seine Geschichten wie Du und Ich. Große Bekanntheit erlangte seine Rubrik Das Beste aus meinem Leben, in der er seit 1997 jeden Freitag im SZ-Magazin „sein“ Leben als Mann schildert, umzingelt von Alltag, Frau und Kindern und Bosch, dem sprechenden Kühlschrank. Das Beste aus meinem Leben war im Jahr 2007 Grundlage für eine achtteilige ARD-Fernsehserie mit Oliver Mommsen und Elena Uhlig und wurde im SZ-Magazin Anfang August 2008 abgelöst von der aktuellen Kolumne Das Beste aus aller Welt.
Im Jahr 2004 erschien eines der erfolgreichsten Bücher Hackes, Der weiße Neger Wumbaba. Er behandelt darin auf amüsante Weise das Thema „Missverstandene Liedtexte“, wobei schon der Buchtitel auf einen Verhörer zurückgeht, Matthias Claudius’ berühmtes Abendlied, in dem es heißt: „Der Wald steht schwarz und schweiget / und aus den Wiesen steiget / Der weiße Nebel wunderbar.“ Der letzte Vers wurde hier als „Der weiße Neger Wumbaba“ missverstanden. Ein zweites Buch zu diesem Thema erschien 2007 unter dem Titel Der weiße Neger Wumbaba kehrt zurück, ein drittes 2009 unter dem Titel Wumbabas Vermächtnis.
2017 gelang Axel Hacke mit Über den Anstand in schwierigen Zeiten und die Frage, wie wir miteinander umgehen ein Bestseller, der Ende 2017 auf Platz 1 der Sachbücher des Magazins Der Spiegel zu finden war. Hackes Bücher wurden bisher in 17 Sprachen übersetzt. Einige, zum Beispiel Der kleine König Dezember, waren auch in Japan Bestseller.

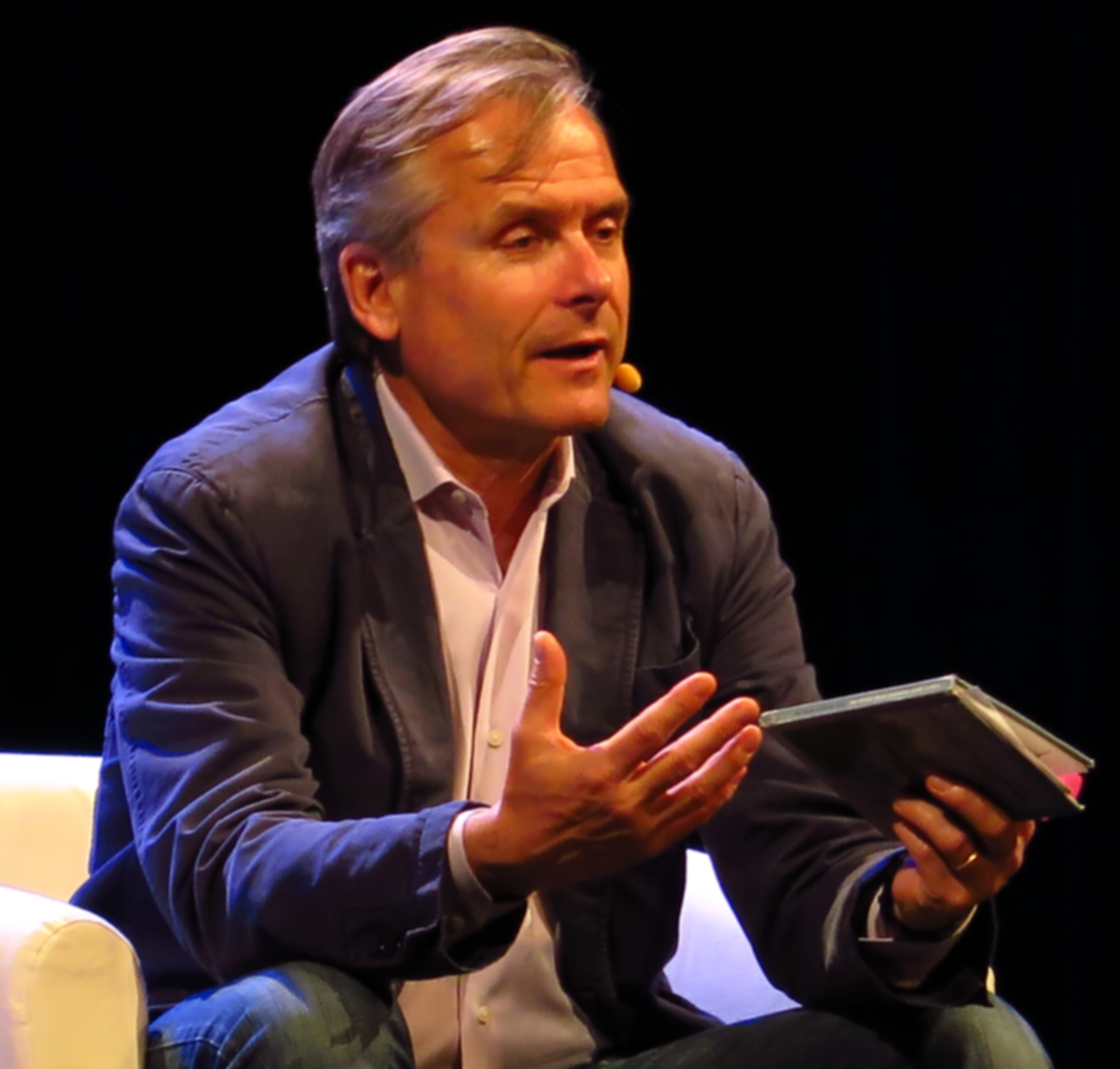
Das kolumnistische Manifest
Parktheater Augsburg, Mai 2015

Auf seinen zahlreichen Lesungen entscheidet Axel Hacke erst im Laufe des Abends, welche Texte er vorträgt, und sein Prinzip ist es, einen möglichst großen Querschnitt seiner Texte auf die Bühne zu bringen. Einen Schwerpunkt bildet dabei jeweils das jüngst erschienene Buch. Seine Auftritte führen ihn auf Bühnen im gesamten deutschsprachigen Raum.
Hackes neuestes Buch ist 2023 mit dem Titel Über die Heiterkeit in schwierigen Zeiten und die Frage, wie wichtig uns der Ernst des Lebens sein sollte erschienen. Es erklärt, warum Heiterkeit eine Lebensphilosophie ist, was sie vom Witz unterscheidet, und warum sie manchmal auch Arbeit macht. Es erreichte auf der Bestsellerliste des Spiegels für Sachbücher Platz 1.

## Veröffentlichungen
Von vielen seiner Büchern erschienen auch Hörbücher und Live-Aufnahmen auf CDs.
- Nächte mit Bosch. 18 unwahrscheinlich wahre Geschichten. Kunstmann, München 1991, ISBN 3-88897-050-4.
- Der kleine Erziehungsberater. illustriert von Marcus Herrenberger, Kunstmann, München 1992, ISBN 3-88897-056-3.
- Der kleine König Dezember. Illustrationen von Michael Sowa. Verlag Antje Kunstmann, Berlin 1993, ISBN 3-88897-076-8.
- Das Streiflichtbuch. Handreichungen und Fingerzeige aus der Süddeutschen Zeitung. Hrsg. von Axel Hacke u. a. 1994, ISBN 3-88897-084-9.
- Hackes Tierleben. Bilder von Michael Sowa, Kunstmann, München 1995, ISBN 3-88897-153-5.
- Ich hab’s euch immer schon gesagt. Mein Alltag als Mann. 1998 (Zusammenfassung von Artikeln der SZ-Kolumne), ISBN 3-88897-201-9
- Auf mich hört ja keiner. 1999 (Zusammenfassung von Artikeln der SZ-Kolumne), ISBN 3-88897-222-1.
- Das neue Streiflichtbuch. Kopfnüsse und Musenküsse aus der Süddeutschen Zeitung. Hrsg. von Axel Hacke u. a. 2000, ISBN 3-88897-236-1.
- Hackes kleines Tierleben. Bilder von Michael Sowa, Kunstmann, München 2000, ISBN 978-3-88897-237-9.
- Ich sag’s euch jetzt zum letzten Mal. Zusammenfassung von Artikeln der SZ-Kolumne, 2000, ISBN 3-88897-247-7.
- Ein Bär namens Sonntag. 2001, ISBN 3-88897-281-7.
- Das Beste aus meinem Leben. Mein Alltag als Mann. Auswahl von Artikeln der SZ-Kolumne. 2003, ISBN 3-88897-324-4.
- Deutschlandalbum. 2004, ISBN 3-88897-347-3.
- Der weiße Neger Wumbaba. Kleines Handbuch des Verhörens. Kunstmann, München 2004, ISBN 3-88897-367-8.
- Prálinek. Eine Weihnachtsgeschichte. 2005, ISBN 3-88897-406-2.
- Ein Bär namens Sonntag. 2006, ISBN 3-88897-432-1.
- Der weiße Neger Wumbaba kehrt zurück. Zweites Handbuch des Verhörens. 2007, ISBN 3-88897-467-4.
- Wortstoffhof. Sprachgeschichten von Äh bis Zeitfenster. 2008, ISBN 978-3-88897-508-0.
- Wumbabas Vermächtnis. Drittes Handbuch des Verhörens. 2009, ISBN 978-3-88897-555-4.
- Alle Jahre schon wieder. Ein Weihnachtsbuch. 2009, ISBN 978-3-88897-583-7, zusammen mit der Drehbuchautorin und Sängerin Ursula Mauder auch als CD mit Weihnachtsliedern ISBN 978-3-88897-590-5.
- zusammen mit Giovanni di Lorenzo: Wofür stehst Du? Was in unserem Leben wichtig ist – Eine Suche. Kiepenheuer & Witsch, Köln 2010, ISBN 978-3-462-04241-2. (Platz 1 der Spiegel-Bestsellerliste vom 7. Februar bis zum 13. Februar 2011)
- mit Ursula Mauder, Sven Faller, Paulo Morello: Das Beste aus meinem Liebesleben. Geschichten und Songs über die Liebe in guten und schlechten Tagen, Kunstmann, München 2011, ISBN 978-3-88897-743-5.
- Oberst von Huhn bittet zu Tisch. Speisedeutsch für Anfänger. Zeichnungen von Dirk Schmidt. Kunstmann, München 2012, ISBN 978-3-88897-779-4.
- Fußballgefühle. Kunstmann Verlag, München 2014, ISBN 978-3-88897-933-0; auch als Hörbuch, gesprochen von Axel Hacke, ISBN 978-3-88897-946-0.
- Das kolumnistische Manifest: Das Beste aus 1001 Kolumnen. Illustriert von Dirk Schmidt. Kunstmann, München 2015, ISBN 978-3-95614-026-6.
- Die Tage, die ich mit Gott verbrachte. Illustriert von Michael Sowa. Kunstmann, München 2016, ISBN 978-3-95614-118-8.
- Über den Anstand in schwierigen Zeiten und die Frage, wie wir miteinander umgehen. Kunstmann, München 2017, ISBN 978-3-95614-200-0. (Platz 1 der Spiegel-Bestsellerliste)
- Wozu wir da sind. Walter Wemuts Handreichungen für ein gelungenes Leben. Kunstmann, München 2019, ISBN 978-3-95614-313-7.
- Im Bann des Eichelhechts und andere Geschichten aus Sprachland. Kunstmann, München 2021, ISBN 978-3-95614-431-8.
- Ein Haus für viele Sommer. Kunstmann, München 2022, ISBN 978-3-95614-483-7.
- Über die Heiterkeit in schwierigen Zeiten und die Frage, wie wichtig uns der Ernst des Lebens sein sollte. Dumont, 2023, ISBN 978-3-8321-6808-7. (Platz 1 der Spiegel-Bestsellerliste)
- Aua! Die Geschichte meines Körpers. Dumont, 2024, ISBN 978-3-8321-6809-4.

## Auszeichnungen
- 1987: Joseph-Roth-Preis
- 1990: Theodor-Wolff-Preis
- 1987, 1990: Egon-Erwin-Kisch-Preis
- 1996: Kinderhörspielpreis des MDR
- 1997: Ernst-Hoferichter-Preis
- 2011: Internationaler Literaturpreis Corine (Kategorie Hörbuch) mit Ursula Mauder für Das Beste aus meinem Liebesleben. Geschichten und Songs über die Liebe in guten und schlechten Tagen
- 2019: Ben-Witter-Preis